# Michel De Bay
Pour les articles homonymes, voir De Bay.
Michel De Bay (au nom latinisé en Michaël Baius), né à Meslin-l'Évêque (aujourd'hui en Belgique) en 1513 et décédé le 15 septembre 1589 à Louvain, est un humaniste et  théologien de l'Université de Louvain, souvent considéré comme un précurseur du jansénisme.

## Famille
Né en 1513 à Meslin-l'Évêque (Ath) dans le Comté de Hainaut (Pays-Bas bourguignons), Michel De Bay est le troisième des sept enfants de Jean De Bay, né vers 1470 à Chièvres, censier à Bauffe et ensuite à Lombise, et d'Andrinette Nève, également native de Chièvres, fille de Martin et de Marie Deramaix, censiers en ladite ville. Celle-ci avait un frère, sire Pierre Nève, vicaire à Chièvres.
Son frère Pierre, décédé à Chièvres le 8 novembre 1552, fut curé à Brugelette, doyen à Chièvres et, en dernier, chanoine à la collégiale Saint-Vincent de Soignies. Sa sœur Josine, décédée le 17 septembre 1567, fut religieuse supérieure des sœurs grises à Chièvres. Son neveu, Jacques De Bay, fut professeur de théologie à l'Université de Louvain.

### Éléments biographiques
De Bay (Baius) étudie la philosophie à l'université de Louvain. En 1541, après avoir terminé sa théologie et avoir été ordonné prêtre, il est nommé directeur du collège Standonk, à Louvain. Docteur en philosophie en 1544, il conserve cette chaire jusqu'en 1550. Il est nommé recteur du collège Adrien VI, toujours à Louvain, et devient le substitut de Jan Hessels (Jean Leonardi Hasselius), professeur d'Écriture sainte envoyé au concile de Trente.
De Bay commence à développer de nouvelles idées sur la prédestination et la doctrine du Salut avec Jean Hessels (1522-1566) et Josse Ravesteyn (Tiletanus) (1506-1570), professeur de théologie dans la même université et également participant au concile de la réforme catholique. Lorsque les deux titulaires de chaires reviennent du concile de Trente en 1552, ils se rendent compte des idées peu orthodoxes de leurs substituts et demandent donc la condamnation de dix-huit propositions de De Bay et de Hessels de la part de l'université parisienne de la Sorbonne.
En 1560, il est nommé ministre ecclésiastique, c'est-à-dire inquisiteur. Toutefois, malgré la censure officielle, les deux théologiens dissidents sont choisis en 1561 pour représenter l'université de Louvain au concile de Trente. Baius n'est pas isolé dans le corps professoral de Louvain : la crise du Baïanisme touche toute l'université
Après des polémiques et des discussions, ils y sont envoyés en 1563 officiellement comme théologiens du roi Philippe II d'Espagne (1556-1598). Le pape Pie V signe en octobre 1567 la bulle Ex omnibus afflictionibus, condamnant les propositions de Baius, sans toutefois mentionner son nom. Il condamne soixante-seize propositions tirées de ses ouvrages. La bulle est lue le 16 novembre 1570 dans toutes les facultés universitaires de Louvain, en présence de Michel De Bay et des professeurs et étudiants. Il leur est imposé un serment d'obéissance à la bulle. Le théologien scolastique Robert Bellarmin, qui vient d'arriver à Louvain, y donne sa première leçon publique le 17 octobre 1570. Avec le franciscain Godefroid de Liège, il deviendra le principal opposant de Baius.
Contraint finalement par le pape Pie V à rétracter ses propositions, De Bay est en 1570 promu recteur de l'université de Louvain et doyen de la collégiale Saint-Pierre à Louvain. La condamnation sera réitérée en janvier 1579 par une bulle de Grégoire XIII.
Ses œuvres ont été imprimées à Cologne en 1696.

### Le Baïanisme
De Bay est influencé par la pensée de quelques théologiens dominicains de l'époque, en réaction à la Réforme protestante. Il se base sur une relecture attentive et directe des Saintes Écritures et des Pères de l'Église, comme saint Cyprien, saint Ambroise et surtout saint Augustin.
D'autre part, sa doctrine est une réaction à la stricte application des concepts exprimés dans le Concile de Trente (1545-1563), préconisée par les jésuites : extériorisation du culte, réception des sacrements, adhésion à l'enseignement de l'Église et du pape.
Les jésuites, en particulier, accordent alors une grande importance à la liberté et conscience personnelle dans le traitement des « cas de conscience » de théologie morale, faisant facilement état de circonstances atténuantes.

#### Les points fondamentaux du Baïanisme
- Dans l'état de l'homme avant le péché originel, l'innocence n'est pas un don surnaturel de Dieu, mais un complément de la nature humaine. Cet état inclut la prédestination au paradis, l'absence de souffrance et de mort, l'ignorance. Selon De Bay, depuis le péché originel, toutes les actions des hommes faites sans la grâce sont des péchés.
- Le péché originel n'est pas simplement une privation de la grâce, mais un état de péché transmis de manière héréditaire même aux enfants innocents. Malgré le libre arbitre, l'homme, sans la grâce divine, n'est capable de rien d'autre que de pécher. De Bay nie entre autres que la Vierge Marie soit née sans le péché originel (le dogme de l'Immaculée conception).
- Le don de l'innocence primitive est restauré par Dieu et le Christ médiateur : les repentirs et la grâce en effet nous permettent de récupérer ces valeurs, grâce à la Charité.

## Postérité
La doctrine de Baius aurait, selon Michael Ott, influencé le livre de Pasquier Quesnel, Nouveau Testament en français avec des Réflexions Morales sur chaque verset (1692), condamné par Clément XI à deux reprises dans le décret Universi Dominici Gregis en 1708, puis dans la fameuse bulle Unigenitus en 1713, qui divisa le clergé français et fit l'objet d'une querelle religieuse à la fin du règne de Louis XIV

## Souvenir
- Michel De Bay figure sur le char de la ville du cortège de la Ducasse d'Ath parmi d'autres notabilités de la région.